# Natação no Campeonato Europeu de Esportes Aquáticos de 2021 - 400 m livre feminino
A prova dos 400 metros livre feminino da natação no Campeonato Europeu de Esportes Aquáticos de 2021 ocorreu no dia 23 de maio na Arena Danúbio, em Budapeste na Hungria. 

## Calendário
| Fase          | Data       | Hora  |
| ------------- | ---------- | ----- |
| Eliminatórias | 23 de maio | 10:24 |
| Final         | 23 de maio | 19:05 |

Todos os horários estão no horário local (UTC+1)

## Recordes
Antes desta competição, os recordes eram os seguintes:
|                       | Nadadora            | Tempo   | Local          | Data                |
| --------------------- | ------------------- | ------- | -------------- | ------------------- |
| Recorde mundial       | Katie Ledecky       | 3:56.46 | Rio de Janeiro | 7 de agosto de 2016 |
| Recorde europeu       | Federica Pellegrini | 3:59.15 | Roma           | 26 de julho de 2009 |
| Recorde do campeonato | Federica Pellegrini | 4:01.53 | Eindhoven      | 24 de março de 2008 |

## Medalhistas
| Ouro                    | Prata              | Bronze               |
| Simona Quadarella (ITA) | Anna Egorova (RUS) | Boglárka Kapás (HUN) |

## Resultados

### Eliminatórias
Esses foram os resultados das eliminatórias. 
| Pos. | Bateria | Raia | Nadadora                 | Nacionalidade | Tempo   | Notas |
| ---- | ------- | ---- | ------------------------ | ------------- | ------- | ----- |
| 1    | 4       | 4    | Anna Egorova             | Rússia        | 4:08.87 | Q     |
| 2    | 5       | 5    | Boglárka Kapás           | Hungria       | 4:09.02 | Q     |
| 3    | 4       | 5    | Simona Quadarella        | Itália        | 4:09.04 | Q     |
| 4    | 5       | 4    | Ajna Késely              | Hungria       | 4:09.14 | Q     |
| 5    | 5       | 6    | Merve Tuncel             | Turquia       | 4:09.37 | Q     |
| 6    | 4       | 3    | Beril Böcekler           | Turquia       | 4:09.53 | Q     |
| 7    | 4       | 6    | Holly Hibbott            | Reino Unido   | 4:10.11 | Q     |
| 8    | 5       | 1    | Julia Hassler            | Liechtenstein | 4:10.74 | Q     |
| 9    | 3       | 5    | Helena Rosendahl Bach    | Dinamarca     | 4:11.79 |       |
| 10   | 3       | 7    | Aimee Willmott           | Reino Unido   | 4:12.76 |       |
| 11   | 4       | 1    | Bettina Fábián           | Hungria       | 4:13.83 |       |
| 12   | 3       | 3    | Lotte Goris              | Bélgica       | 4:14.06 |       |
| 13   | 4       | 8    | Monique Olivier          | Luxemburgo    | 4:14.23 |       |
| 14   | 5       | 3    | Anastasia Kirpichnikova  | Rússia        | 4:14.55 |       |
| 15   | 3       | 4    | Robin Neumann            | Países Baixos | 4:14.70 |       |
| 16   | 2       | 4    | Imani de Jong            | Países Baixos | 4:15.20 |       |
| 17   | 4       | 0    | Deniz Ertan              | Turquia       | 4:15.45 |       |
| 18   | 5       | 9    | Sara Gailli              | Itália        | 4:15.52 |       |
| 19   | 3       | 9    | Marina Heller Hansen     | Dinamarca     | 4:15.60 |       |
| 20   | 3       | 6    | Jimena Pérez             | Espanha       | 4:15.65 |       |
| 21   | 5       | 2    | Reva Foos                | Alemanha      | 4:15.67 |       |
| 22   | 5       | 7    | Valentine Dumont         | Bélgica       | 4:15.75 |       |
| 23   | 4       | 9    | Fanni Fábián             | Hungria       | 4:15.94 |       |
| 24   | 4       | 2    | Martina Caramignoli      | Itália        | 4:16.49 |       |
| 25   | 3       | 0    | Aleksandra Polańska      | Polónia       | 4:16.85 |       |
| 26   | 2       | 6    | Tamryn van Selm          | Reino Unido   | 4:17.11 |       |
| 27   | 3       | 8    | Silke Holkenborg         | Países Baixos | 4:17.67 |       |
| 28   | 5       | 8    | Katja Fain               | Eslovênia     | 4:18.41 |       |
| 29   | 2       | 2    | Claudia Hufnagl          | Áustria       | 4:18.61 |       |
| 30   | 1       | 5    | Laura Benková            | Eslováquia    | 4:21.05 |       |
| 31   | 2       | 9    | Matea Sumajstorčić       | Croácia       | 4:22.95 |       |
| 32   | 2       | 1    | Daša Tušek               | Eslovênia     | 4:23.44 |       |
| 33   | 2       | 0    | Snæfríður Jórunnardóttir | Islândia      | 4:23.45 |       |
| 34   | 1       | 3    | Sasha Gatt               | Malta         | 4:24.89 |       |
| 35   | 2       | 5    | Klaudia Tarasiewicz      | Polónia       | 4:25.33 |       |
| 36   | 1       | 6    | Fatima Alkaramova        | Azerbaijão    | 4:25.44 |       |
| 37   | 3       | 1    | Aleksandra Knop          | Polónia       | 4:26.71 |       |
| 38   | 1       | 2    | Nika Špehar              | Croácia       | 4:28.77 |       |
| 39   | 2       | 8    | Arina Baikova            | Letônia       | 4:28.98 |       |
| 40   | 1       | 4    | Martina Cibulková        | Eslováquia    | 4:32.94 |       |
| 41   | 1       | 7    | Eda Zeqiri               | Kosovo        | 4:40.13 |       |
| 42   | 1       | 8    | Katie Rock               | Albânia       | 4:40.79 |       |
| 43   | 1       | 1    | Era Budima               | Kosovo        | 4:53.37 |       |
| 44   | 3       | 2    | María de Valdés          | Espanha       | DNS     | DNS   |
| 44   | 5       | 0    | Diana Durães             | Portugal      | DNS     | DNS   |
| 44   | 4       | 7    | Marlene Kahler           | Áustria       | DNS     | DNS   |
| 44   | 2       | 7    | Laura Lahtinen           | Finlândia     | DNS     | DNS   |
| 44   | 2       | 3    | Malene Rypestøl          | Noruega       | DNS     | DNS   |

### Final
Esse foi o resultado da final. 
| Pos.              | Raia | Nadadora          | Nacionalidade | Tempo   | Notas            |
| ----------------- | ---- | ----------------- | ------------- | ------- | ---------------- |
| Medalha de ouro   | 3    | Simona Quadarella | Itália        | 4:04.66 |                  |
| Medalha de prata  | 4    | Anna Egorova      | Rússia        | 4:06.05 |                  |
| Medalha de bronze | 5    | Boglárka Kapás    | Hungria       | 4:06.90 |                  |
| 4                 | 6    | Ajna Késely       | Hungria       | 4:07.42 |                  |
| 5                 | 7    | Beril Böcekler    | Turquia       | 4:08.18 |                  |
| 6                 | 8    | Julia Hassler     | Liechtenstein | 4:08.23 | Recorde nacional |
| 7                 | 2    | Merve Tuncel      | Turquia       | 4:10.97 |                  |
| 8                 | 1    | Holly Hibbott     | Reino Unido   | 4:11.54 |                  |

Legenda
| Recorde mundial       | Recorde mundial (World record)               |                       | Recorde africano                      | Recorde africano (African) |                                           | Q | Classificado por posição (Qualified) |
| Recorde do campeonato | Recorde do campeonato (Championship record)  | Recorde da América    | Recorde da América (Americas)         | q                          | Classificado por melhor tempo (Qualified) |   |                                      |
| Melhor marca do ano   | Melhor marca do ano (World leading)          | Recorde asiático      | Recorde asiático (Asian)              | DNS                        | Não largou (Did not start)                |   |                                      |
| Recorde nacional      | Recorde nacional (National record)           | Recorde europeu       | Recorde europeu (European)            | DNF                        | Não terminou (Did not finish)             |   |                                      |
| Recorde pessoal       | Recorde pessoal do atleta (Personal best)    | Recorde da Oceania    | Recorde da Oceania (Oceania)          | DSQ / DQ                   | Desclassificado (Disqualified)            |   |                                      |
| Recorde da temporada  | Recorde da temporada do atleta (Season best) | Recorde sul-americano | Recorde sul-americano (South America) | NM                         | Sem marca (No mark)                       |   |                                      |